# Calcio alla XIX Universiade
Le 16 squadre iscritte al torneo sono state divise per la fase iniziale in quattro gironi:
| Gruppo A                        | Gruppo B                         | Gruppo C                                    | Gruppo D                           |
| ------------------------------- | -------------------------------- | ------------------------------------------- | ---------------------------------- |
| Brasile Italia Regno Unito Iran | Ucraina Irlanda Giappone Marocco | Paesi Bassi Corea del Sud Uruguay Sudafrica | Stati Uniti Cina Rep. Ceca Nigeria |

## Classifica finale
| Posizione | Paese         |
| --------- | ------------- |
|           | Italia        |
|           | Corea del Sud |
|           | Stati Uniti   |
| 4         | Ucraina       |
| 5         | Cina          |
| 6         | Irlanda       |
| 7         | Paesi Bassi   |
| 8         | Brasile       |
| 9         | Giappone      |
| 10        | Rep. Ceca     |
| 11        | Uruguay       |
| 12        | Regno Unito   |
| 13        | Iran          |
| 14        | Nigeria       |
| 15        | Sudafrica     |
| 16        | Marocco       |

## Finale
| Palermo 29 agosto 1997 | Italia       | 1 – 0 (d.t.s.) (0-0; 0-0) referto referto 2 | Corea del Sud | Stadio La Favorita (30000 spett.) |
| Ulivi 107’ ( gg ) Marcatori Zancopè Pantanetti Oddo Zangla Zeoli Ulivi Battafarano Andrisani Martorella 67’ Fanesi 51’ Formazioni Kwang Suk Lee Young Chul Kim Hyuk Su Seo Dong Won Seo Sang Hun Lee Seung Yub Lee Sun Jin An Dong Woo Kim Ahn Jung-hwan 83’ Min Suk Jang Ambrosi 51’ Bifini 67’ Sostituzioni 83’ Dong Wook Lee Paolo Berrettini Allenatori |              | |               |                                   |
| |              | |               |                                   |
| Ulivi 107’ (gg) | Marcatori    | |               |                                   |
| · Zancopè · Pantanetti · Oddo · Zangla · Zeoli · Ulivi · Battafarano · Andrisani · Martorella 67’ · Fanesi 51’ | Formazioni   | · Kwang Suk Lee · Young Chul Kim · Hyuk Su Seo · Dong Won Seo · Sang Hun Lee · Seung Yub Lee · Sun Jin An · Dong Woo Kim · Ahn Jung-hwan · 83’ Min Suk Jang |               |                                   |
| · Ambrosi 51’ · Bifini 67’ | Sostituzioni | · 83’ Dong Wook Lee |               |                                   |
| Paolo Berrettini | Allenatori   | |               |                                   |